# Mannheimsia tianzena
Mannheimsia tianzena är en tvåvingeart som beskrevs av Liu 1995. Mannheimsia tianzena ingår i släktet Mannheimsia och familjen puckelflugor.
Artens utbredningsområde är Shaanxi (Kina). Inga underarter finns listade i Catalogue of Life.